# Besenyők
A besenyők a 8–11. század között a mai Dél-Oroszország területén, majd a magyar honfoglalást követően a  mai Ukrajna, Moldova és Kelet-Románia területén erős törzsszövetséget alkotó lovasnomád nép. Többségében köztörök nyelveket beszéltek, de a kangarok révén erős volt köztük a keletiráni elem is. A honfoglalás idején történt besenyő támadások valódisága vagy eredménye vitatott, ugyanis a korszakból származó temetkezések nem mutatták ki a nemek és életkorok aránytalan előfordulását, vagyis nem érték jelentősebb katonai veszteségek a honfoglaló magyarságot, a Kárpát-medencébe érkezés idejében, védekező harcokban. A 10. században egy részük Tonuzoba vezetésével Magyarországon telepedett le és beolvadt a magyarságba.

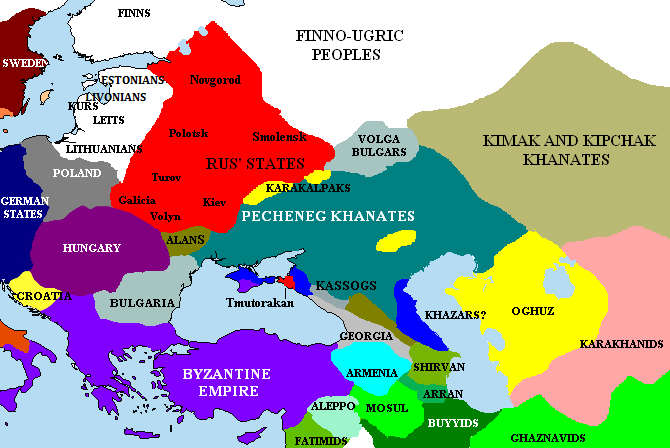
Besenyők által uralt terület kb. 1015-ben (a sötétzölddel jelölt „Pecheneg Khanates"), az Al-Dunánál Olt környékétől, az Atil (Volga) környékéig.

## Nyelvük és eredetük
Feltehetőleg a besenyők által használt nyelvek is tükrözték a törzsszövetség sokszínűségét, ugyanúgy mint a honfoglaló magyarság esetében. A legelterjedtebb elmélet szerint nyelvük a kipcsák-török nyelvek közé tartozott, viszont ma már szélesebb teret nyer az az elképzelés, hogy oguz-török nyelvet beszéltek, akárcsak a mai törökországi törökök. Bizonyítottan jelentős volt a kangarok révén a keletiráni szaka típusú nyelvi elem.
Egy másik feltevés (Györffy György, valamint a román Constantin Cihodaru) szerint a besenyő törzsszövetség egy része ugor nyelvet beszélhetett. A Hölbling-elmélet szerint is a besenyők nem csak a magyarok közeli rokonai és örökös szövetségesei voltak, hanem eredetük, történelmük és kultúrájuk is egynek vehető.

## A „besenyő” népnév
A besenyők saját elnevezése becsenek lehetett, ugyanis ez a név fordul elő a különböző változatokban a korabeli arab, perzsa, bizánci, orosz, magyar stb. forrásokban. (Pl. az orosz nyelvben a Печенег (kiejtése kb. pecsenyeg) változat honosodott meg.)
A besenyő, besnyő alak magyar fejlemény, a legrégibb adat erre az 1086-ból való Beseneu. A magyarországi latin források mesterkélt, tudálékos vagy görögből fordított rontott formákat használnak, olyanokat mint Bisseni, Bessi, Pecinati, Pincennates. A Csíki székely krónikában a besenyők bessus, csangúr és csángó néven szerepelnek.
A név eredetére nézve jelenleg elfogadott elmélet szerint a becsenek népnév az ótörök bajanaq, bajinaq („sógor”) rokonságnévből származik – ez esetben a szövetségbe tömörült törzsek „vérszerződését” jelentheti, azaz jelentése: „a vérszerződők”, „akik rokonságot fogadtak”.

## Történetük

### Kezdetek
A besenyő törzsek közül először a kangarokról történik említés, és őket kell tekintenünk a törzsszövetség létrehozóinak is, lévén, hogy folyamatosan őket nevezik a besenyők legvitézebb törzsének (ennek a hipotézisnek azonban ellentmond az a tény, hogy a sztyeppei lovas nomád népeknél általában a meghódított népre száll át a hódító törzs vagy törzsszövetség neve – már ha feltételezzük, hogy a törzsszövetség létrejötte előtt is létezett egy besenyő nép, ennek viszont nincsenek meggyőző bizonyítékai). 692-es adat szerint a kangar törzsek kipcsák törzsekkel élnek együtt a Fekete Irtis és a Szür-Dárja között (azaz a mai Kazahsztán területén). Ez az az időszak, amikorra a besenyő törzsszövetség kialakulása datálható.

### A besenyő törzsszövetség
Általánosan elfogadott nézet szerint a besenyők első kétségbevonhatatlan említése egy 8. századi, tibeti nyelven fennmaradt jelentésben van. Innen tudjuk, hogy a kipcsakok, kimekek és úzok szomszédságában éltek a nyugat-szibériai füves sztyeppén, és a Volga alsó folyásánál a Kazár Birodalommal voltak határosak.
A 9. század első felében az Aral-tó vidéki oguzok (úzok) a karlukokkal és kimekekkel szövetkezve legyőzik a besenyőket. A besenyők nyugatra menekültek. Egy részük keleten marad az úzok uralma alatt. Ibn Fadlán 922-ben találkozik velük a volgai bolgárokhoz vezető útján.
A 9. század végén a bokharai emír rablóhadjáratot indított az úzok ellen, ez utóbbiak az elszenvedett tetemes anyagi kárt a kazárokkal szövetkezve a besenyők kifosztásával siettek pótolni (894), a besenyők viszont a volgai bolgárokkal szövetkezve 895-ben a magyarok etelközi szálláshelyeit rohanták le, arra kényszerítve a magyarokat, hogy átkeljenek a Kárpátokon. A besenyők így egyre nyugatabbra kerültek, a Dontól egészen a Szeret folyóig és az Al-Dunáig elnyúló területre.
A 10. század folyamán a törzsszövetségi kötelékek fellazultak, a törzsek meglehetősen önállóak lettek, saját szakállukra folytattak portyázó hadjáratokat szomszédaik – Magyarország, a Bizánci Birodalom és a Kijevi Fejedelemség – ellen, akik megerősödése meggátolta egy sztyeppei besenyő birodalom kialakulását.
993-ban a kijevi fejedelmeknek sikerül szolgálatuk alá kényszeríteni a keleti besenyőket. 1036-ban a Kijev ellen küzdő besenyőket döntő vereség érte. 1055-ben pedig az úzok űzték el őket a Dnyeperen túli szállásterületeikről.

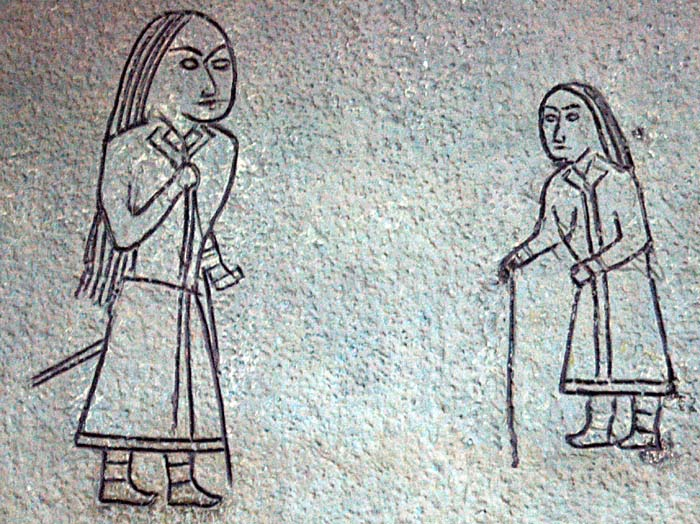
A Hölbling-elmélet szerint a besenyők és magyarok közös őstörténettel bírnak, melyben jelentős szerepet játszott, hogy korábban a kök türkök szövetségi rendszerének tagjai voltak. (Kök türkök 6-8. századi mongóliai ábrázolása)

### Besenyő-magyar őstörténet a Hölbling-elmélet szerint
Ellenben a Hölbling-elmélet a források alapján arra jut, hogy a magyarok és besenyők eredete, története, nyelve és kultúrája megegyezik, és igazolhatóan sosem támadták meg egymást, sőt, sokszor szövetségesként harcoltak (főként a görögök ellen) és jelentős kereskedelmi kapcsolatokat tartottak fenn egymással. Miután Hölbling a honfoglalókat egy hódító türk magyar komponensre és egy visszatérő onogur-bolgár komponensre tagolja, mely egymással vérszövetséget kötött (azonos etnikumok vérszövetségének ugyanis nincs értelme), a két nép eltérő őstörténettel is bír.
A türk utódnépeknek minősülő magyar-besenyő szövetség valóban a többi keleti türk utódnép - az oguz-karluk-kimek szövetség - nyomására kel át a Volgán és húzódik a délnyugati kazár területekre. A besenyők az Urál-folyó felől, a magyarok a Belaja-folyó felől közelítik meg ugyanazt a kazár fennhatóság alatt álló területet, a besenyők előbb, a magyarok később érik el. A szóban forgó területet az a nép ellenőrzi, mely a Kárpát-medencéből származik, de ekkor a kazárok vazallusaként az itt élő szláv lakosság felett regnál, s mely a magyar honfoglalók visszatérő komponense lesz. Ezt a néprészt tartják onogur-bolgár eredetűnek és késő avarnak, illetve nevezi a görög forrás szavorti aszfalinak, s ennek vezetőit vajdáknak, melyek közül a legelőkelőbb és első vajda a lebedi vajda (hibásan Levedi törzsfő), aki egy Kijev alatti, Lebednek nevezett vazallus tartomány ura volt.
A fent nevezett népet először a besenyők verik meg, amitől a hungárus nép egyik része a Kaukázusba távozik. Majd a maradékot a magyarok verik meg, mikor azok Kijev segítségére sietnek. A vereség hatására (fekete kun) maradékuk behódol a magyaroknak és Hungária elfoglalására buzdítja őket, amivel megkezdődik a magyar honfoglalás, illetve befejeződik a "besenyő honfoglalás", hiszen ők a hungárusok kazáriai tartományait veszik birtokba hosszú időre.

### A besenyők harcai Magyarország és Bizánc ellen
A bizánciak 1027-ben visszavertek egy jelentős besenyő támadást. Ekkor már 13 törzsből álltak és kettős fejedelemség alatt éltek a besenyők. Főfejedelmük Tirek, fővezérük Kegen. Az 1048-as úz támadások miatt a két fejedelem összetűzésbe került. Tirek ellen fellázadt két törzs, az ekkor először említett Belermanisz és a Pagumanisz, akik Kegen vezetésével bebocsátást kértek a bizánci birodalomba. IX. Kónsztantinosz bizánci császár a fővárosba hívatta Kegent és patrikiosz címet adományozott neki. A besenyőket megkeresztelték és a Dunánál határőrökként telepítették le őket. Tirek 1048-1049 telén nagy sereggel tört be a birodalomba, de egy járvány miatt kénytelen volt letenni a fegyvert a császár előtt. Őt is megkeresztelték, és az ő besenyőit Szófia, Nis és Szkopje térségében telepítették le. Állítólag a bulgáriai sop népcsoportban élnek mai leszármazottaik.
1059-ben egy nagyobb besenyő csoport kelt át a befagyott Dunán, bizánci történetírók szerint „az egész besenyő nép”. A Bizánciak megosztották őket, egyesekkel megegyeztek, csak egy Szelte nevű vezér harcolt, akit legyőztek. I. Endre magyar király is benyomult bizánci területre a besenyőkkel szövetségben, amivel sikerült elhárítania a magyarországi besenyő honfoglalást, de hamar békét kötött, és visszafordult. A besenyőket a bizánciak legyőzték, és a dunai határtartományban telepítették le.
1068 körül a krónikák szerint a „kunok” betörtek Magyarországra. Egyes vélemények szerint ezek az úzok voltak, mások „Gyula kun vezér” nevéből a besenyő Jula törzsre gondoltak, de talán egy vegyes nomád csapatról van szó, miután az úzok is végzetes vereséget szenvedtek néhány évvel azelőtt Bizánctól. Géza és László herceg Kerlésnél szétverték a behatolókat.
1071-ben Nándorfehérvár felől – nyilván a bizánci határvédelemre beosztott – besenyők törtek be a Szerémségbe. Salamon magyar király és Géza herceg erre megostromolták Nándorfehérvárt, aminek védői, bolgárok és görögök a besenyőket hívták segítségül, akiket azonban a magyarok tőrbe csaltak, és levágtak.
Ezután fokozódott keletről az úzok nyomása, 1071-ben a maradék besenyők elveszítették a mai romániai Moldvát. A besenyők egyre gyakrabban törnek be a Bizánci Birodalomba, a határvédő besenyők pedig megbízhatatlanokká váltak. 1074-ben azért lázadtak fel, mert a bizánciak beszüntették számukra a zsold fizetését. A felkelés leverésére Nesztor bizánci kormányzót küldték, aki azonban megegyezett a besenyőkkel, a határőr parancsnokokkal és Drisztra (Szilisztra) polgáraival, és a felkelés élére állt. Elindultak Bizánc felé, de viszály támadt közöttük, és a besenyők pusztítva vonultak vissza Thrákián és Makedónián keresztül.
I. Alexiosz bizánci császár is hosszú háborút vívott a betörő besenyőkkel. 1087-ben maga is nehezen tudott elmenekülni, amikor a Drisztra mellett vívott csatában vereséget szenvedett. Ebben a csatában az ő oldalán is harcoltak nomád segédcsapatok, valószínűleg besenyők és kunok. A győztes besenyőknek is voltak kun szövetségesei, akik azonban elkéstek a csatából, s mikor megérkeztek, a hatalmas zsákmány miatt a besenyőkre támadtak, és legyőzték őket. Egy ideig körülzárva fogva tartották őket, de végül élelmiszerhiány miatt eltávoztak. Ezután a besenyők átkeltek a Balkán-hegységen, és fosztogattak, kisebb csatákat vívtak a bizánciakkal, váltakozó szerencsével, de a bizánciak nem tudták ekkor megtörni a besenyőket. 1091-ben a besenyők már Konstantinápoly falai alatt voltak, amit a tengerről a szmirnai emír is támadott. A bizánciak ekkor megnyerték szövetségesül a Balkánon portyázó kunokat, akikkel egyesülve Lebunionnál döntő győzelmet arattak a besenyők felett. A foglyokat lemészárolták, a túlélőket a Vardar folyó mentén telepítették le.
A már önállóságukat vesztett besenyők utoljára 1122-ben lázadtak fel, amikor II. János bizánci császár végleg leverte őket. Bizáncban ezt a győzelmet olyan jelentőségűnek tartották, hogy később is rendszeresen megünnepelték.

### Letelepedésük Magyarországon

#### Anonymushét „kun vezérének” besenyő elmélete
884-ben a magyarok Álmos vezetésével oroszországi hadjáratra indulnak, sértetlenül eljutnak Kijev közelébe. A kijevi vezér, aki korábban „adót fizetett” Attila, azaz Álmos nemzetségének, segítségül hívja a "kunokat", akik hét vezérük vezetésével az oroszok segítségére sietnek. Az oroszok és "kunok" elveszítik a csatát, beszorulnak Kijev várába. A sikeres oroszországi hadjárat után Álmos megostromolja Kijevet, az oroszok behódolnak. A harcban részt vevő „kunok” és családjaik, valamint oroszok is csatlakoznak Álmoshoz.

A többségi nézet szerint kabarok csatlakoztak Kijev alatt, viszont jó pár kutató szerint a kun név a besenyő törzsszövetséghez tartozó csoportokat, pontosabban kangarokat takar, pl.: "Kijev – a 10. század első felében még Sambatas – városához (...) a három kangar-besenyő törzs és a hozzájuk csatlakoztatott baskír (magyar) sereg érkezhetett hódító szándékkal, de Álmossal szemben alul maradtak, ezért a vezetése alá helyezték magukat, és fia, Árpád nagyfejedelem vezetése alatt egymással szövetséget kötve létrehozták az új Nyugati Türk Birodalmat". Érveik: 
- a XI-XII. században elsősorban a besenyőket emlegetik kun néven, még a Cserhalmi csata esetében is. Ennek oka abban keresendő, hogy a besenyő törzsszövetségben kipcsák törökök, azaz kunok is voltak.
- A hét kun vezér neve közül három, de inkább négy a besenyőkhöz köthető:
  - Alaptolma (Uluptulma) apja Ketel. A -tolma egyértelműen a tolmács, talmács törzsre utal, a Ketel és az Alap tipikus besenyő név[5] , a Fejér vármegyei Alap település pedig besenyő alapítású
  - Vajta: tipikus besenyő személynév, mind Györffy György,[6] mind Pálóczi Horváth szerint. A felvidéki Valtasúr település /Súr község/ neve alapján arra következtethetünk, hogy a súr kangar törzshöz tartozott, habár Györffy szerint a „Súr helyneveink és személyneveink idevonása még nem egészen világos” (i. m. 440) , annak ellenére, hogy a Súr helynevek mind a Pozsony vidéki besenyő tömbben találhatóak. Fejér-megyében található Vajta (település) is.
  - Örsúr (a VIII. fejezetben Ursuur, a X. fejezetben Ursuuru) apja Ócsád. A -súr egyértelműen a súr kangar törzsre utal, az Örs-úrként való megfejtés azért elfogadhatatlan, mert az úr méltóságnév az összes vezérre illik, és érthetetlen lenne, ha csak Örsúrnál szerepelne.
  - Edömén (Edumen, a XVII. fejezetben Edumer). Kézai szerint a két testvér, Edu és Edumer közül csupán az egyik költözött be a Kárpát-medencébe. Veress Endre a moldvai Edumeresti falu nevében találja meg a nemzetség nyomait, és kunnak vagy besenyőnek, semmi esetre sem kabarnak minősíti azt.[7] [halott link]

A többi három „kun” vezér neve Anonymusnál:
- Ed
- Et
- Böngér

A Gesta Hungarorum szerint 931-ben Zoltán (Zolta) vezér, Árpád unokája besenyőket telepít az Őrségbe, határőrzési célra: "kitűzte Magyarország határait: (…) a németek felé pedig egészen Göncöl hídjáig. Hogy a legutóbbi vidéken várat emeljenek, az oroszok feladatául szabta, akik a nagyapjával, Álmos vezérrel Pannóniába jöttek. Ugyanezen a határon, a Mosony nevű fertőn túl nem kevés besenyőt is letelepített országának védelmére."

#### Talmácsok betelepülése
Az augsburgi csata utáni időszakban Taksony fejedelem uralkodása alatt jelentősebb besenyő népesség telepedett le Magyarországon. Anonymus szerint Taksony fejedelem „a kunok földjéről” hozott feleséget (azaz valójában besenyő földről, hiszen a kunok akkor még nem laktak Európában), ekkor jön be Tonuzoba vezetésével a Talmács törzshöz tartozó csoport. Tonuzoba Heves vármegye tiszántúli részén, a mai Abádszalók környékén kapott szállásbirtokot, központi szálláshelye Tomajmonostora környékén lehetett, itt volt ugyanis az Árpád-korban a tőle leszármazott Tomaj nemzetség családi központja.
Toponímiai kutatások alapján feltételezik, hogy a Tonuzoba vezetésével bejött talmács törzset három felé osztották, feladatuk egy határvédő-gyűrű létrehozása volt. Feltehetően ennek a három törzsrésznek a nyomát őrzi:
- a történelmi Közép-Stájerország déli részén (a Mura-kanyarban, Graz-tól kb. 30 km-re délre) Tillmitsch,
- Dél-Morvaországban (a Morva-szorosban) Tlumačov (ejtése kb. Tlumácsov),
- Dél-Erdélyben (a Vöröstoronyi-szorosnál) Nagytalmács (románul Tălmaciu, németül Talmesch).

#### Kisebb betelepülések
Géza fejedelem és I. István idején újabb kisebb besenyő csoportok érkeztek, akiket szétszórva, az ispáni várak környékén telepíthettek le. Ezekre utalnak az elszórt Besenyő, Besnyő, Beseny, illetve a besenyő törzsek nevét őrző helynevek: Tulmacs→Tolmács, Külbej, Csur, Erdim→Értem, Baj (egy részük). Később egy-egy falu kaphatott Besenyő nevű és származású birtokosáról is ilyen nevet.
1051-ben a besenyők a betörő III. Henrik német-római császár seregét Fejér vármegyében támadták. 1074-ben a nyugati határszélen lakó, Fertő- és Rába-vidéki besenyők vonultak Salamon király ellen, s I. Gézától ezért szabadságjogokat kértek.
1116-ban és 1146-ban a királyi sereg elővédje főként székelyekből és besenyőkből állt. A besenyők a források szerint II. István idején jelentős szerepet játszottak a királyi udvarban, ők adták a király kíséretét, és valószínűleg jelentős szerepet játszottak abban, hogy 1127-ben háború tört ki Magyarország és Bizánc között.
A besenyők a királyi birtokokon szétszórva, kollektív szabadságot élveztek – amivel adó- és vámkedvezmények jártak – saját ispánjuk, a besenyő ispán vezetése alatt. A nádor hívására kötelesek voltak hadba vonulni. Az ispán 1347-ben Besenyő Gergely volt. Nagy Lajos 1352-ben szüntette meg a besnyő ispánságot, ekkor a Fejér vármegyei nemes besenyőket felvette az országos nemesek közé, a többiek közrendűek lettek, akik közül már sokan korábban lesüllyedtek a szolgasorba.

### Letelepedésük más államok területén
Az egyik törzsfőnök, Tirek vezetésével a besenyők egy része 1048-1049 telén betört a Bizánci Birodalomba, de egy járvány miatt kénytelen voltak letenni a fegyvert a császár előtt. Megkeresztelték és letelepítették őket Szófia, Nis és Szkopje térségében. Ugyanide kunok települtek le utóbb, akiknek nevét Kumanovo macedóniai város őrzi. Állítólag a bulgáriai sop népcsoportban élnek mai leszármazottaik. Az 1059-es besenyő támadás után a legyőzöttek a dunai határtartományban kaptak lakóhelyet. Az 1091-ben a Lebunionnál vívott csatában a bizánciak döntő győzelmet arattak a besenyők felett. A túlélőket a Vardar folyó mentén telepítették le.
Besenyő szigetek számos helyen maradtak fenn a kelet-európai térségben a kunok, vagy a szlávok között, valamint a mai Törökország területén és környékén. Havasalföldön és a Prut mentén élő besenyők a 13. századtól a kunokkal és más néptöredékekkel együtt a románokba is beolvadtak.

## A besenyő törzsek
Bíborbanszületett Konstantin császár A birodalom kormányzásáról című művében háromszor is megadja Besenyőország („Pacinakia”) felosztását és vezetőit is. A leírásból kiderül, hogy a tartományok igazából törzseknek felelnek meg, hisz ugyanazok a tartományok jelennek meg, két különböző földrajzi helyen. A törzsszövetség nyolc törzsből állt, ugyanannyi fejedelem vezetése alatt. A törzsek nevéről Németh Gyula állapította meg, hogy azok egy lószínnév és egy méltóságnév összekapcsolásából állnak. Györffy György módosította Németh Gyula elképzelését, és a besenyő törzsneveket úgy magyarázta, hogy az összetett név első fele az adott törzs lófarkas zászlaját jelentette a második tag pedig méltóságnévből származik. Rekonstruálta továbbá a besenyő törzsek szállásterületét a császár leírása alapján, amiből nyugatról nézve csak az első négy, Dnyeszteren inneni törzs helyét írja le pontosan a császár:
1. jazi-kapan ('barna kapan'): az Al-Dunától északra
2. kabuksin-jula ('fahéjszínű jula'): a Szeret és a Prut mentén – kangar törzs, a gyula méltóságnévvel szokták azonosítani
3. javdi-erdim ('fénylő erdim'): a Dnyeszter és a Bug mentén – a rangban első(?) kangar törzs
4. kara-baj ('fekete baj'): a Dnyeper partján – ld. bej/bég méltóságnév
5. küercsi-csur ('kékesszürke csur'): az Azovi-tenger mellett (?) – a rangban második(?) kangar törzs
6. szuru-külbej ('szürke külbej'): a Dnyeper balparti mellékfolyói mellett (?)
7. boro-tulmacs ('sötétszürke tulmacs'): a Don és Volga között (?) – mai magyar alakja a tolmács vagy talmácsok
8. bula-csuban ('tarka csuban'): Donyec vidéke (?)

Rekonstrukciójával kapcsolatban komoly kritikát fogalmaztak meg újabban, a törzsi hierarchia, a nyelvészeti koncepció és a forráskritika, valamint a földrajzi lokalizáció együttes figyelembe vételével. A kapan volt a legnyugatibb törzs, tagjai gyakran betörtek Magyarországra. A császár szerint vezetőjük 894 körül „Giazi” volt.
A jula törzs nevét a magyar gyula méltóságnévvel szokták azonosítani. Tagjai szintén gyakran betörtek Magyarországra. A császár szerint vezérük 894 körül „Kourkotai” volt.
Az erdim törzs szállásterületén a Dnyeszter mentén hat elhagyott erődítmény is a besenyők birtokában volt, ezek viselték a kataj 'erődítmény' nevet (például Kraknakataj 'Őrző-vár', Szakakataj 'Cölöp-vár'), azaz valószínűleg az erdim törzs volt a vezértörzs ebben az időben, a legjobban védett területen. A 9. század végén Bajcsa fejedelem volt a főnökük, aki a besenyőket a Volgától nyugatra vezette és ő irányította a magyarok elleni hadműveleteket. A 10. század közepén a császár szerint Jabdi volt a vezérük.
A baj törzs neve a bej/bég méltóságnévvel azonosítható. A császár szerint vezérük 894 körül "Kaidoum" volt. Ez a törzs keserítette meg a Bizánccal a Dnyeperen kereskedő orosz-varég hajósok életét, akiknek a zuhatagoknál a hajókat a parton kellett vontatniuk.
A csur törzs neve a türk csor méltóságnévvel azonosítható. A császár szerint vezérük 894 körül "Konel", 950 körül "Kouartzi" volt. Ők voltak legközelebb Bizánc krími területeihez és valószínűleg hasznot húztak a kereskedelmi utakból és kapcsolatokból.
A külbej törzs nevében a türk kül és a bég méltóságnév azonosítható. A császár szerint vezérük 894 körül "Ipa", 950 körül "Syrou" volt.
A tulmacs törzs nevének mai magyar alakja a tolmács. A császár szerint vezérük 894 körül "Boro (Bula)" volt.
A csuban törzs nevében a türk csopan méltóságnévvel azonosítható. A császár szerint vezérük 894 körül "Bata (Vata)" volt.
A méltóságnév az illető törzs vezetőjének címe volt – kivéve a vezető erdim törzset –, a lószínnév viszont valószínűleg nem azt jelentette, hogy az egész törzs ilyen színű lovon ült, mert ennek súlyos tenyésztési akadálya lett volna. Talán a vezér és kíséretének lovai, vagy inkább csak a (lófarkas) zászló volt ilyen színű. A császár szerint a besenyők a 8 tartományt 40 kisebb részre osztották, ami azt jelentheti, hogy 40 nemzetségük volt, ami segíthet megbecsülni a magyar nemzetségek számát is. A 11. század közepére ez a törzsi rendszer átalakult, már 13 törzset említenek a források.
Anonymus Gesta Hungaroruma szerint 884-ben a magyarok Álmos vezetésével oroszországi hadjáratra indulnak, sértetlenül eljutnak Kijev közelébe. A kijevi vezér, aki korábban "adót fizetett" Attila, azaz Álmos nemzetségének, segítségül hívja a kunokat, azaz besenyőket, akik hét vezérük vezetésével az oroszok segítségére sietnek. A hét besenyő vezér: Ed, Edömén, Et, Böngér, Örsúr apja Ócsád, Vajta, Alaptolma apja Ketel. Az egyik probléma a hetes szám, nyilván a hétmagyar ihlette. A másik, hogy csak egy törzsnév stimmel, a tolmács – Örsúr az Örs-úr, Anonymusnál Ursuuru, ami nem lehet Ur-suuru, csak Ursu-uru, aki kabar vezér volt. Itt a későbbi betelepedés megideologizálásáról, és bizonyos már magyarrá lett nemzetségek ősei számára gyártott dicső múltról lehet szó.

## Besenyő települések

### A Gesta Hungarorum szerint
- 900 körül: a Kijev alatt csatlakozott besenyők (cumanok) is kapnak szállásterületet, a következőképpen (a Gesta Hungarorum szerint):
  - Ed és Edömén vezérek nemzetségeinek egy része Zemplén vármegye alsó részén, a Takta vizénél és a Hegyalján telepednek le, „mely földeket maradékaik isten kegyelmének segélyével mind mostanig (11. század) birniok érdemlették”; e nemzetségek másik része Heves vármegye területén szállott meg (hol aztán a besenyő Pata – akitől Aba Sámuel király származott – egy várat épített)
  - Et és atyja, Ond tagja annak a követségnek, melyet Árpád Zalán fejedelemhez küldött, a hagyomány szerint 12 fehér ló, 12 teve, 12 kún gyermek, és a fejedelemnének 12 ruthen leány, 12 hölgymenyét, 12 nyusztbőr, és 12 aranyos köntösből álló ajándékkal. Zalán futása után 
    - Ond megkapja a Tiszától a Bócsa mocsárig és a Körtvélytótól az Alpár homokjáig terjedő földet.
    - Ete megkapja a Szentes és Csongrád közötti területet, ahol az apja földjén megszállott (feltehetően kijevi) szlávokat szervezi meg. Baranya elfoglalása után, Árpád a terület vezérévé Etét nevezi ki, aki nemzetsége egy részével ott telepszik le. 
      - Ete fia, Ödö a Duna mellett telepszik meg számtalan néppel, és székhelyül Székső (ma Szekcső) várát építi.

  - Böngér a Tapolca vizétől a Sajó vizéig terjedő területen települt le (Miskolc, Diósgyőr).
    - Böngér fia, Bors vezér, a lengyelek földje felé épít határvédő gátakat, egészen a Tátra hegyig, majd felépíti Borsod várát. Később Bors e területeket és apja területeit egy vármegyévé egyesítette.

  - Ócsád. A Nyárád vize mellett, a mai Kács falu vidékén nemzetségével nagy kiterjedésű földön letelepszik.
  - Vajta: a begei (ma Béga) részeken, a Temes vize felé megveri a helyi Glád uralkodót ("ki nagy számú kun, bolgár és oláh csapatokat vezérelt") ezért megkapja "Torhus" földjét (a mai Torontálban). Később Vajta, nemzetsége egy másik részével a Sárvíz mellékén (Fejér vármegye és Tolna vármegye) "nagy sokasággal" letelepszik (ma létezik Vajta falu Fejér vármegyében).
  - Ketel: nemzetsége egyik részével a Sátorhalomtól Tolcsva vizéig terjedő földön, másik részével a Duna mellett, hol abba a Vág vize szakad települ le. A Vág mellett fia, Alap-tolma felépíti Komárom várát, ahol később Ketel és fia „pogány módon eltemettetett.”

### Nagyobb besenyő településcsoportok
A különböző időpontokban beköltözött és az ország különböző részein csoportosan vagy szétszórtan letelepített besenyők az Árpád-kor folyamán nem értek el egységes szervezetet. Korai csoportjaikat az államszervezés idején széttelepítették, mint a törzsi katonaságot vagy a többi csatlakozott népet. Többé-kevésbé egybefüggő, nagyobb besenyő településcsoportok a következő vízjárta, mocsaras vidékeken rajzolódnak ki: 
- a Rába alsó folyása és a Marcal mente
- a Sárvíz vidéke és a Sárköz
- a Közép-Tisza-vidék és a Bükkalja
- a Körösök mocsárvilága, a Sárrét
- a Maros torkolatától délre, a Harangod folyócska mentén

(ez utóbbi bekezdés Pálóczi Horváth András: Asszimiláció és továbbélő hagyományok a középkori Magyarországon. A keleti népek példája című műve alapján készült )
- Fejér vármegye: Velencei-tó és a Duna közötti részén (Fácános, Besnyő, Iváncsa, Velence)

Erdélyben a következő nagyobb besenyő csoportok léteztek:
- Nagyszeben-Fogaras környéke ("silva blacorum et bissenorum"
- Barcaság ("magyar és besenyő határőrök")
- Háromszék (Kovászna megye):
  - Erdővidéken (Barót, Bibarcfalva stb.)
  - Kézdiszék felső részén, az ún. Szentföldön
  - Sepsiszék és Orbaiszék határán (Uzon, Sepsibesenyő)
- Kászonszék (Hargita megye)
- Beszterce-Naszód megye (a Nagyszamos és a Sajó mentén)

Észrevehető, hogy a besenyők több esetben is erdős területeken települnek le, ahol makkoltató állattartással foglalkoztak:
- A "blakok és bissenusok erdeje" (Silva Blacorum et Bissenorum) a mai romániai Szeben megyében
- "Besenyő erdő" Zhabokrich (Zabokrics) közelében, a mai Ukrajna Vinica tartományában
- "Besenyő" (Pecenižeć) erdő a Rosava folyó partján, a mai Lengyelország területén, ahol Bruno de Querfurt hittérítő szerint 1007-ben "sátorváros" áll
- "Besenyők erdeje" (Silva Pieczyngarum), a mai Délkelet-Lengyelországban
- Erdélyben a besenyő eredetű földrajzi nevek legnagyobb koncentrációja a Hargita megye és Kovászna megye határán fekvő Erdővidéken található: Barolt>Barót, Baj-Bars>Bibarcfalva, Uzonka (bérc), Uzon (bükke), Galat (vize), Estepe-Tepe, Tekse, Beserét, Bese árka, Besenyő-dombja, Besenyő-pataka.[14]
- 1218-ban "erdei emberek"-nek nevezik a bakonyi besenyőket is, akik megtagadják a dézsmaleadási kötelezettséget, és maguk emelnek inkább kápolnákat és templomokat, főképpen Szent László tiszteletére.[15]

## Besenyő személynevek

### Besenyő személynevek a 13-14. századi magyar oklevélanyagban
A 13-14. századi oklevélanyagból megállapítható, hogy a besenyők még a középkor e kései századaiban is rendkívül gyakran viseltek nem keresztény neveket. Ebből megállapítható, hogy a többi Magyarországon élő nem magyar néphez képest feltűnően sokáig nem tértek át a keresztény hitre.
Az oklevélanyag a következő személyneveket említi: Aba, Bátor, Becsenek, Beke, Bicskele, Bodon, Csenkeü, Csete, Csobzó, Csutor, Gepse, Ilbeg, Inabur, Ipocs, Ite, Itemer, Jeke, Joka, Kajdán, Kocsobur, Koncs, Monka, Noter, Omp, Örkénd, Senk, Sul, Taba, Teber, Tege, Tekme, Tenk, Tiván, Tudbej.

## A besenyők vallása
A török nyelvű beszélő besenyő törzsek esetében leginkább tengrista ("pogány")[forrás?] vallásokkal számolhatunk, amit az is megerősít, hogy egyes erdélyi besenyő telepeket a betelepülő szászok több esetben is Heidendorfnak (Pogányfalu) hívnak.
A kangar-besenyő törzsek esetében nem kizárt, hogy a nesztoriánus kereszténység továbbélésével számolhatunk a 6. század után is, amikor Huszrau Anósírván perzsa király adott róluk tájékoztatást. A nesztorianizmus a Kazár Birodalomtól a mongol kánok udvaráig megtalálható volt. A kangarok kereszténysége a 9–12. században is valószínűsíthető, hisz nem tudunk példát arra, hogy egy keresztény hagyományokkal rendelkező nép visszatért volna a pogánysághoz. Mi több, egy 13. századi per jegyzőkönyvéből kiderül, hogy egy besenyő mágus "pogány keresztelést" végez, ami jelenlegi ismereteink szerint nesztoriánus szertartásra utalhat: "a tanú felsorolja a pogány keresztelést … keresztény ifjakat is megkeresztelt a régi szokások szerint ... a régiek szertartásait végzi" Feltehetően a római katolikus vallás és a "nesztoriánus pogányság" jóideig együttesen van jelen a besenyőknél, amit az is mutat, hogy egy másik, 1218-as perben a bakonyi besenyők eléggé öntörvényű vallásgyakorlattal rendelkeznek: megtagadják a dézsmaleadási kötelezettséget, és maguk emelnek inkább kápolnákat és templomokat, főképpen Szent László tiszteletére. Lehetséges, hogy a római katolikus vallás szervesen ráépült a tűzimádó (zoroasztriánus) elemeket hordozó nesztorianizmusra, talán ez lehet a magyarázata annak is, hogy egyes besenyő vidékeken, például azon besenyőknél, akik a székelyek előtt/ a székelyekkel egyidőben foglalták el Kézdiszék felső részét, az ún. „Szentföldet” (például Karatna, Volál, Peselnek, Kézdiszentlélek, Polyán/Kézdiszentkereszt, Szentjános, Esztelnek, Kézdiszárazpatak) a római katolikus egyházon kívül egyetlen más vallási irányzat sem tudott gyökeret ereszteni (és talán ez a magyarázata a moldvai magyarok /csángók/ mély katolicizmusának is).
"A Kárpát-medencében kimutatható nagy számú besenyő helynévhez és településhelyhez 
képest a pogány hitvilág és temetkezési szokások továbbélése csak viszonylag kevés 
helyen és rövid ideig adatolható. A régészeti adatok azt mutatják, hogy a steppei 
hagyományoknak ez a része csak két-három nemzedéken keresztül maradt fenn."
A Havasalföldön élt besenyők között jelen volt az iszlám vallás is.